# اوپنبرگ
اوپنبرگ (به آلمانی: Oppenberg) یک منطقهٔ مسکونی در اتریش است که در ناحیه لیتسن واقع شده‌است. اوپنبرگ ۹۲٫۸۱ کیلومتر مربع مساحت دارد ۱٬۰۰۶ متر بالاتر از سطح دریا واقع شده‌است.